# Teodor Teodorow
Teodor Iwanow Teodorow (bułg. Теодор Иванов Теодоров; ur. 8 kwietnia 1859 w Elenie, zm. 5 sierpnia 1924 w Czamkorii) – bułgarski prawnik, publicysta i polityk, przewodniczący Partii Narodowej, wielokrotnie deputowany do Zwyczajnego Zgromadzenia Narodowego, Przewodniczący Zgromadzenia Narodowego (1894–1896), minister sprawiedliwości (1896–1897), finansów (1897–1899 i 1911–1913) oraz spraw wewnętrznych i wyznań wiary (1918–1919), premier Carstwa Bułgarii (1918–1919).

## Życiorys
Urodził się w bogatej i poważanej rodzinie. Uczył się w Gimnazjum im. Apriłowa (bułg. Априловска гимназия) w Gabrowie, edukację kontynuował w Mikołajowie (wówczas Rosja), następnie studiował prawo na Uniwersytecie Noworosyjskim w Odessie, w którym w 1883 uzyskał wyższe wykształcenie. W latach 1883–1886 pracował jako prokurator w Sofijskim Sądzie Okręgowym i jako członek Ruseńskiego Sądu Apelacyjnego. W 1886 wyjechał do Paryża, gdzie zdobył stopień doktorski w zakresie prawa. Po powrocie do ojczyzny był adwokatem w Ruse.
W 1894 wstąpił do Partii Narodowej i szybko został jednym z jej liderów. Funkcję przewodniczącego partii pełnił ogółem przez 20 lat. W 1894 uzyskał mandat deputowanego do Zwyczajnego Zgromadzenia Narodowego 8. kadencji, w którym między 27 października 1894 a 16 lutego 1896 piastował godność Przewodniczącego. Do chwili śmierci był regularnie wybierany na posła, nie wszedł tylko do Zgromadzenia Narodowego 10. (1899–1901) i 15. kadencji (1911–1913). Kilkukrotnie zajmował stanowiska ministerialne: w latach 1896–1897 był ministrem sprawiedliwości, a w latach 1897–1899 i 1911–1913 ministrem finansów.
Uczestniczył w kilku bułgarskich delegacjach zagranicznych. W 1895 był członkiem grupy wysłanej do Rosji, której celem było ponowne nawiązanie stosunków dyplomatycznych między obydwoma krajami. Misja zakończyła się sukcesem. Na początku grudnia 1912 Teodorow znalazł się w składzie delegacji podpisującej rozejm z Turcją przerywający I wojnę bałkańską. Nieco później usiłował, tym razem bezskutecznie, zapobiec wybuchowi II wojny bałkańskiej. Był przeciwnikiem przystąpienia Bułgarii do I wojny światowej w obozie państw centralnych.
Wkrótce po klęsce kraju w I wojnie światowej, 28 listopada 1918 Teodorow stanął na czele koalicyjnego rządu. Jako premier dążył do wynegocjowania z państwami Ententy możliwie najłagodniejszych warunków pokojowych, szczególny nacisk kładąc na pozostawienie w granicach Carstwa Bułgarii zachodniej Tracji i południowej Dobrudży. Mimo jego wysiłków dyplomatycznych warunki pokoju z Neuilly-sur-Seine okazały się katastrofalne dla Bułgarii, która utraciła 11% terytorium. Nie mogąc pogodzić się z tym Teodorow odmówił podpisania traktatu i 2 października 1919 podał się do dymisji.
8 listopada 1920 Partia Narodowa połączyła się z Partią Postępowo-Liberalną tworząc Zjednoczoną Partię Narodowo-Postępową. W nowym ugrupowaniu Teodorow objął funkcję wiceprzewodniczącego. 6 czerwca 1922 Zjednoczona Partia Narodowo-Postępowa weszła w skład Bloku Konstytucyjnego, którego celem było odsunięcie od władzy reżimu Stambolijskiego. Rząd Stambolijskiego odpowiedział serią aresztowań liderów Bloku. Teodorow został uwięziony 26 września 1922, następnie był przetrzymywany przez 10 miesięcy w więzieniu w Szumenie. Po przewrocie 9 czerwca 1923 wyszedł na wolność i wstąpił do Porozumienia Demokratycznego, z listy którego został wybrany do Zwyczajnego Zgromadzenia Narodowego 21. kadencji. Niecały rok później zmarł z powodu choroby serca.

## Funkcje sprawowane przez Teodorowa w Radzie Ministrów
Teodor Teodorow zajmował następujące stanowiska w rządach Bułgarii (w porządku chronologicznym):
- w trzecim rządzie Konstantina Stoiłowa
  - minister sprawiedliwości (22 lutego 1896 – 7 września 1897)
  - minister finansów (7 września 1897 – 30 stycznia 1899)
- w rządzie Iwana Ewstratijewa Geszowa
  - minister finansów (29 marca 1911 – 14 czerwca 1913)
- w drugim rządzie Stojana Danewa
  - minister finansów (14 czerwca 1913 – 17 lipca 1913)
- w drugim rządzie Aleksandyra Malinowa
  - minister spraw wewnętrznych i wyznań wiary (17 października 1918 – 28 listopada 1918)
- w swoim pierwszym rządzie
  - premier (28 listopada 1918 – 8 maja 1919)
  - minister spraw wewnętrznych i wyznań wiary (28 listopada 1918 – 8 maja 1919)
- w swoim drugim rządzie
  - premier (8 maja 1919 – 6 października 1919)
  - minister spraw wewnętrznych i wyznań wiary (8 maja 1919 – 6 października 1919)

## Życie prywatne
Teodor Teodorow był żonaty z Radą Teodorową, z którą miał córkę Annę-Mariję i syna Iwana. Jego zięciem był Nikołaj Nikołajew, minister oświaty (1936–1938) oraz spraw wewnętrznych i zdrowia publicznego (1938).